# Gasparo Mola
Gasparo Mola, o Molo, Moli, dal Molo, detto il Cellini lombardo (Como, 1571 – Roma, 26 gennaio 1640), è stato un medaglista, orafo, scultore e armaiolo italiano, tra il 1625 e il 1639 fu Maestro della Zecca pontificia a Roma.

## Biografia
Nel testamento è riportato che era nativo di Como, dove il padre Donato, originario di Breglia oggi frazione di Plesio, si era stabilito nella parrocchia di san Fedele ed esercitava la professione di orafo.

Dall'archivio di quella parrocchia risulta che Donato del Molo e la moglie Elisabetta avevano avuto Marta il 3 settembre 1573, Prudenza il 30 agosto 1576, e Angelo Michele il 1º ottobre 1578. Si desume che Gasparo sia nato nel 1571, perché mancano i registri dei battesimi relativi a quell'anno.

Sembra però che la data sia da anticipare, perché la sua prima opera conosciuta data il 1586 quando era appena quindicenne.

Qualcuno lo ritiene nativo di Breglia come il padre, altri di Coldrerio.
Gasparo si trasferì ancora adolescente a Milano, dove iniziò la formazione artistica probabilmente presso la scuola di Leone Leoni e dove conseguì esperienza e fama nell'arte orafa e di cesello.
Successivamente si trasferì a Firenze dove divenne assistente all'armeria del Comune e dove acquistò una certa notorietà per aver prodotto alcuni crocifissi prendendo a modello un'opera del Giambologna.
Nel 1597 sostituì Michele Mazzafiri alla Zecca di Firenze, e dal comune di Firenze intorno al 1600 ebbe la commissione di scolpire due dei bassorilievi in bronzo della porta laterale del Duomo di Pisa, dopo il disastroso incendio del 1595, con storie della Vergine e del Redentore.
Subito dopo si trasferì a Torino, chiamato dal duca di Savoia Carlo Emanuele I di Savoia per diventare medaglista e per curare l'acquisto e la vendita dell'antiquariato.
Tra il 1609 e il 1611 Mola fece ritorno a Firenze, su invito del granduca Ferdinando I de' Medici per lavorare come maestro delle stampe e delle monete e successivamente ricoprì la carica di capo incisore della Zecca fiorentina, dove risulta nei libri paga fino al 1625.
Tuttavia è certo che Mola abbia lavorato per il duca di Mantova Francesco IV Gonzaga e Ferdinando Gonzaga sin dal 1613 nelle zecche di Guastalla, Bozzolo, Castiglione e Mantova dedicandosi al conio di monete artistiche.
Nel 1623 lasciò Firenze alla volta di Roma presso la corte di papa Urbano VIII, dove divenne Maestro della Zecca per il Papato nel 1625, succedendo al milanese Giacomo Antonio Moro, ufficio che ricoprì fino alla morte. Qui Mola ebbe occasione di dimostrare tutta la sua maestria e la sua tecnica nell'arte metallurgica.
Sposò Angela Caterina Spica, comasca, da cui ebbe la figlia Anna che si maritò con Bernardo Gallo di Como, "uomo avarissimo e bestiale". Ebbe anche un figlio naturale, Gian Battista, legittimato prima di morire.
Morì il 26 gennaio 1640. Nel libro dei defunti della parrocchia di Santa Maria in Transpontina viene riportato: Il signor Gasparo Mola medagliero di N. Signore morse alli 26 di gennaio 1640 in casa sua di Banchi dove faceva bottega, e fu seppellito in chiesa nostra alli 27 di detto gennaio 1640; lasciò che si facesse in chiesa nostra una cappella di San Carlo.
"Nei testamenti vediamo un uomo probo, onesto, religioso, ottimo marito e padre, vero lombardo, che perfino in cielo cerca un compaesano a suo protettore, cioè S. Carlo. Fu quasi sempre lungi da Como, e non ostante rammenta con compiacenza che egli è Comasco. Tutto concorre a reclamargli un posto fra gli artisti primari".
Il nipote Gasparo Morone-Mola, dopo aver lavorato alla zecca di Mantova, collaborò con lo zio a Roma e da lui ricevette in eredità la bottega con gli strumenti e gli acciai. Prese ufficialmente il suo incarico alla zecca papale nel 1640. Morì a Roma nel 1669.
Gasparo Mola introdusse l'usanza, mai registrata prima, di incidere sulle monete il proprio nome: G.M - G.MOL - GAS.MOL. - GAS.MOLO - GASP.MOLI - G.MOLO - GASP.MOLO . 
È stato principe dell'Accademia di San Luca di Roma ed un suo ritratto, opera di artista ignoto, vi è tuttora custodito.

La sua celebrità è testimoniata anche da un busto in terracotta del 1630 circa a lui dedicato ad opera di Alessandro Algardi e tuttora conservato all'Ermitage di San Pietroburgo.

## Opere

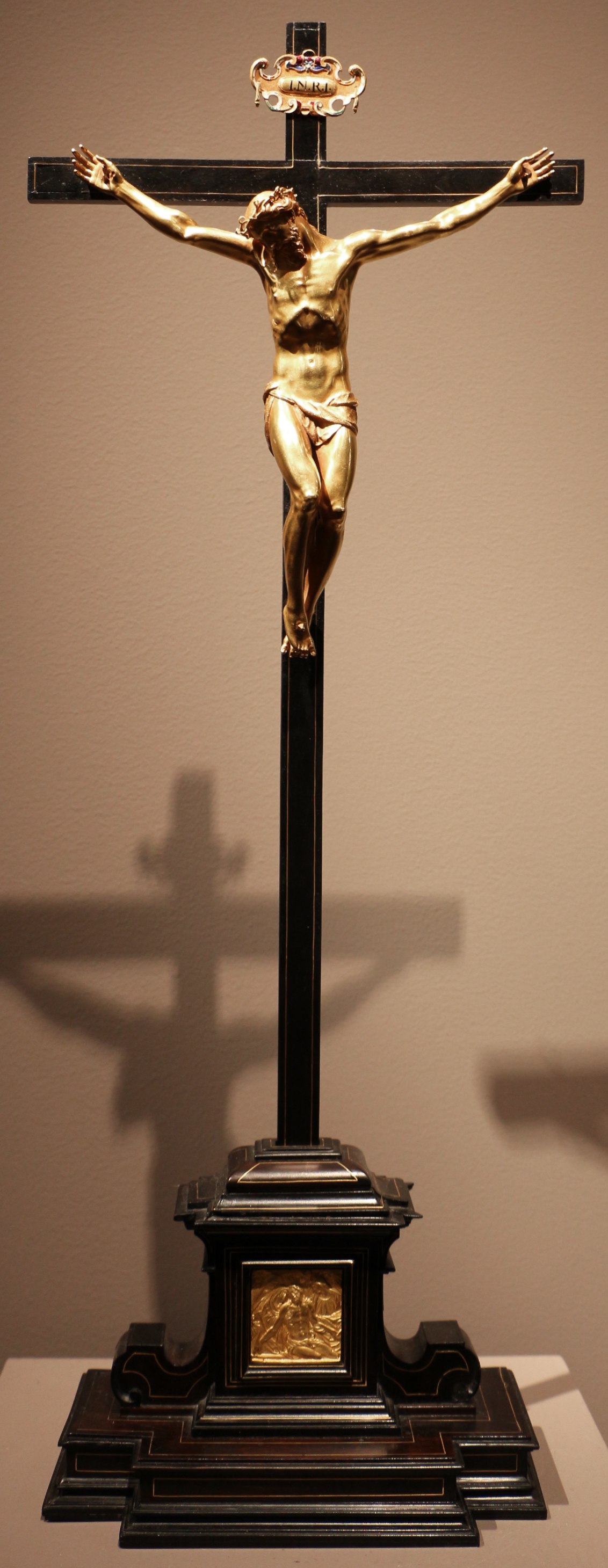
Crocefisso.

### Como
La sua prima opera documentata è un cofanetto in lamina d'argento ad uso di reliquiario conservato nel duomo di Como. Ha una dimensione di cm 45 per 25 alla base e cm 25 di altezza con tettuccio a doppio spiovente con inciso lo stemma della famiglia Volpi e reca le iniziali I V F F (Iohannes Vulpius fecit fieri), sulla base si legge IANNES ANTONIUS VLPIUS EPISCOPUS COMENS - DE SUO FECIT MDLXXXVI ed in un angolo le iniziali G. M. che sono le iniziali del nome dell'artista. Per lungo tempo, questo reliquiario fu utilizzato dai chierici della cattedrale comense durante le cosiddette rogazioni. 
Inoltre, opera pregevole è una piccola croce a guisa di teca per riporvi le reliquie di stile bizantino lavorata a bulino finissimo fatta di lamine d'argento cesellato, alta 12,5 cm larga 9 e del peso di 90 grammi. Vi è inciso lo stemma degli Odescalchi sotto cui si legge MA O (Marc'Antonio Odescalchi, 1544-1606, figlio di Tommaso marchese feudatario di Fino e decurione di Como nel 1600). Vi sono incise anche le lettere C V (Cecilia Volpi, moglie di Marcantonio) ed il motto araldico della famiglia STAFOR (stafortiter). Inferiormente è inciso GASPA FECIT MOLO 1592.

Presumibilmente la croce era stata commissionata dai due giovani sposi che l'avevano poi donata come croce pettorale al loro congiunto Giovanni Antonio Volpi vescovo di Como, lo stesso che aveva fatto eseguire il cofanetto d'argento.

La croce è oggi conservata presso la Chiesa di Tavernerio vicino a Como.

### Mantova
Del periodo mantovano rimangono principalmente la produzione di monete e di medaglie commemorative.
- 1612: Tallero d'argento con sant'Andrea e san Longino[8].
- 1613: Tallero d'argento con sant'Andrea e san Longino[9].
- 1613: Ducatone d'argento con sole raggiante[10].
- 1613: Doppio ducatone d'argento con sole raggiante[11].
- 1614: Triplo ducatone d'argento con la Madonna di s. m. in Campitelli[12].
- 1613: Doppia d'oro con due angeli e il reliquiario[13].
- 1614: Due doppie d'oro con due angeli e il reliquiario[14].
- 1614: Sei doppie d'oro con la Madonna di s. m. in Campitelli[15].
- 1614: Sei doppie d'oro con il sole raggiante[16].
- 1614: Dodici doppie d'oro con la Madonna di s. m. in Campitelli[17].
- 1613: Tallero d'argento con sant'Andrea e san Longino[18].
- 1613: Due doppie con sant'Andrea e san Longino[19].
- senza data: Medaglia in bronzo di Vincenzo Gonzaga, conservata al National Gallery of Art di Washington negli Stati Uniti[20]
- senza data: Medaglia ovale in bronzo con Ferdinando Gonzaga[21], museo Fondazione BAM, Mantova.
- senza data: Medaglia in oro di Vincenzo Gonzaga, conservata al Kunsthistorisches Museum di Vienna.

Medaglie e monete realizzate da Gasparo Mola a Mantova sono conservate al Museo Numismatico della Fondazione Banca Agricola mantovana e al Museo della città di Rimini.

### Firenze

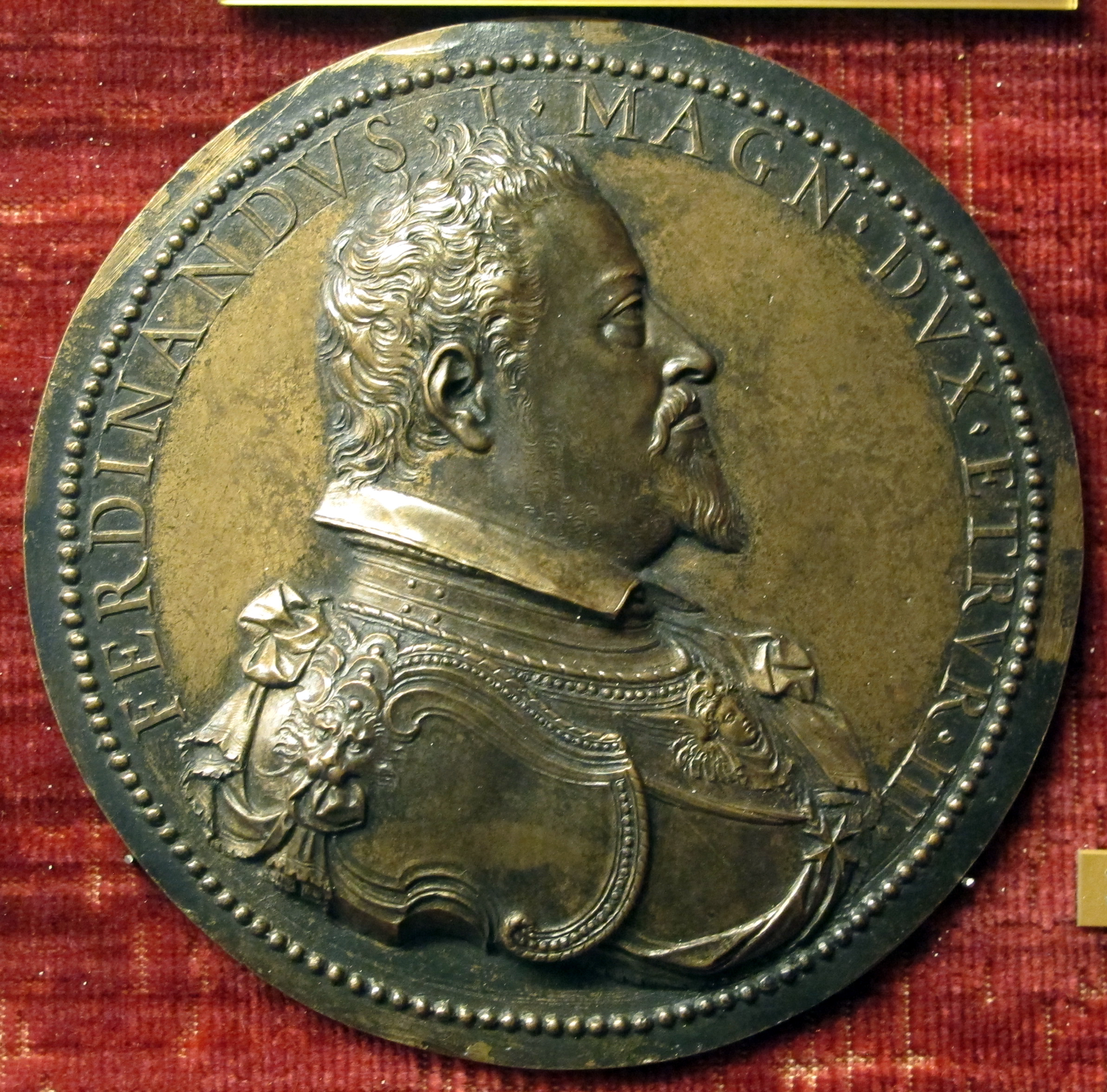
Medaglia di Ferdinando I de' Medici

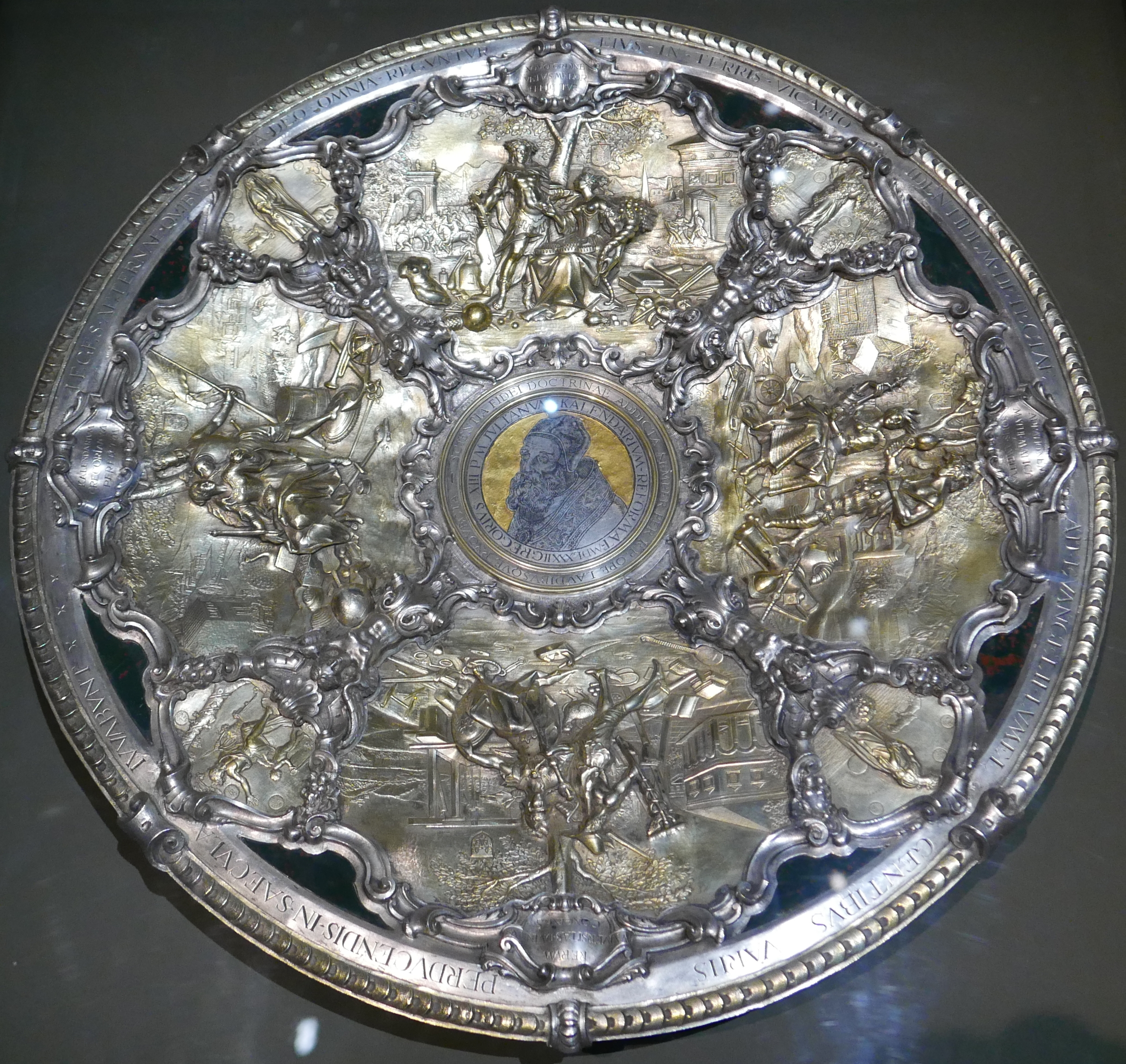
Vassoio in argento cesellato (1583)

Di questo fine artista rimangono anche altre pregevoli opere, prima fra tutti un elmo ed uno scudo damaschinati da parata d'acciaio e d'oro a finissimi intagli, commissionati da Cosimo II de' Medici nel 1609, attribuiti per lungo tempo a Benvenuto Cellini, un tempo depositati presso l'Armeria del Granduca di Toscana ed ora conservati al Museo del Bargello.

Nella cesellatura il più famoso che oggi sia è Gasparo Moli, il quale ha fatto opere di gran meraviglia massime uno scudo ed un elmo il quale oggi si trova nell'armeria dell'altezza serenissima, nel quale è riportato sopra varie figurette di medaglie con i dodici segni celesti; benché sia tal ripporto di argento dorato e cesellati, niente di meno è stimato cosa meravigliosa.
- 1610: Medaglia di bronzo di Cosimo II de' Medici[24].

Al National Gallery of Art di Washington negli Stati Uniti sono conservati:
- 1618: Medaglia d'argento di Cosimo II de' Medici[25].
- 1618: Medaglia d'argento di Maria Maddalena d'Austria, moglie di Cosimo II de' Medici[26].

Al Victoria and Albert Museum di Londra è conservato:
- Scrigno in acciaio cesellato commissionato da Cosimo II de' Medici[27].
- Cammeo intagliato nella pietra di rocca in cornice d'argento[28].

### Roma

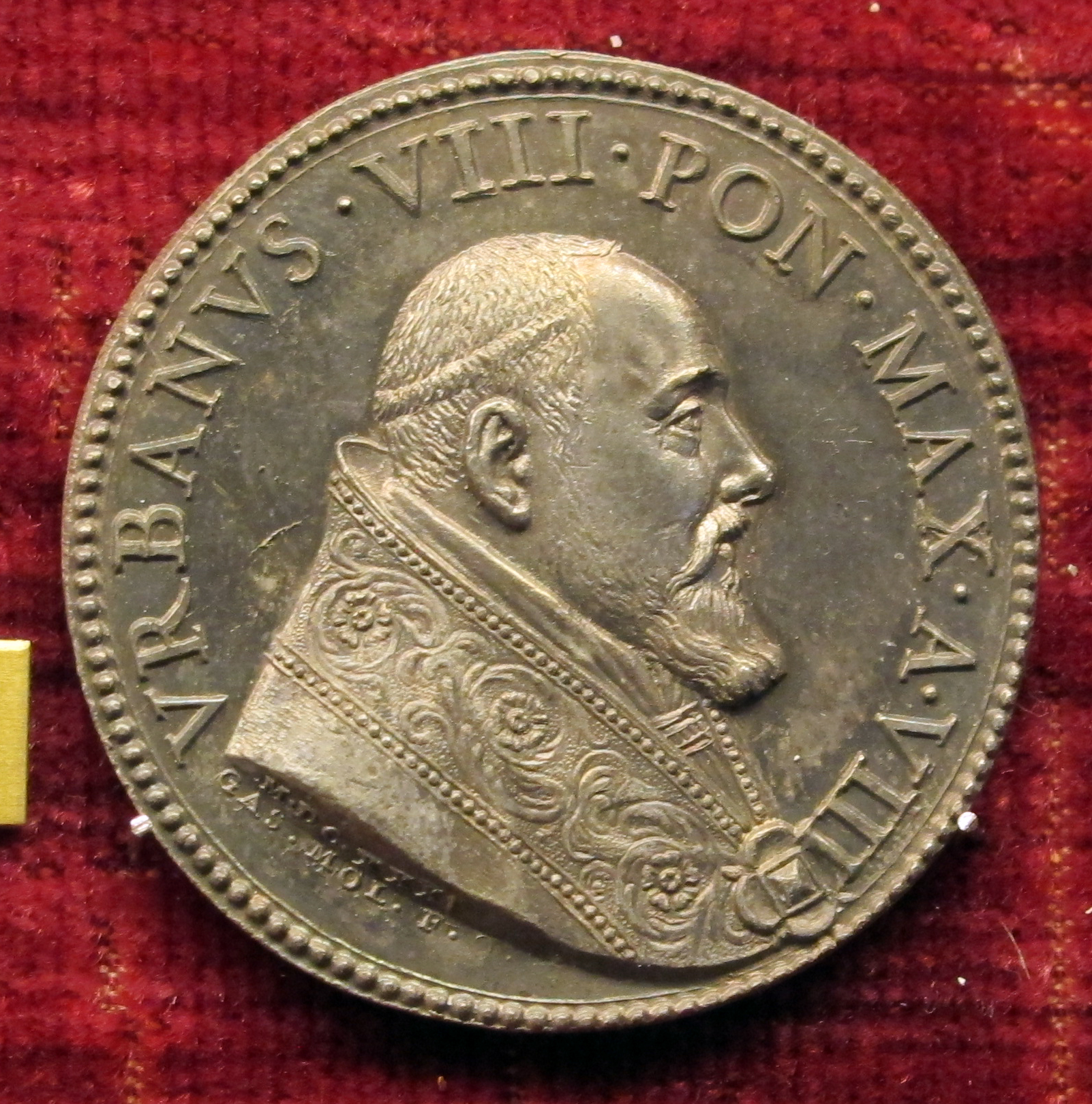
Medaglia di Urbano VIII, 1631

Numerose medaglie sono tuttora conservate nel Museo di Roma, medagliere Barberini.
Una guardia di spada smaltata è ritenuta dal Mora stesso il suo capolavoro. Così trascrive sul suo testamento del 5 agosto 1631: Lasci all'Hospitale di S. Carlo al Corso tutte le mie pitture, cioe quadri, dissegni a mano di diversi valenti pittori et carte stampate et libri stampati di diverse sorte et una guardia di spada smaltata, che per essere opera singolare et di grandissima spesa et fatica è degna d'ogni gran Re o Imperatore, et è opera nova, la quale guardia coi suoi finimenti per il pugnale et la cintura e pendagli con ferri smaltati, ogni cosa non si può fare per pagamento che sia, perché non ci è denaro che la paghi, ma per terminare il suo giusto et honesto prezzo doveria essere almeno pagata 3 mila scudi d'oro.

Da uno scritto conservato in quell'ospedale si conosce che la preziosa opera veniva venduta dall'Arciconfraternita di S. Carlo il 16 febbraio 1835 ad un francese. Per tanti anni la si ritenne dispersa e conservata in qualche museo pubblico o privato di Francia, catalogata come opera di Benvenuto Cellini.

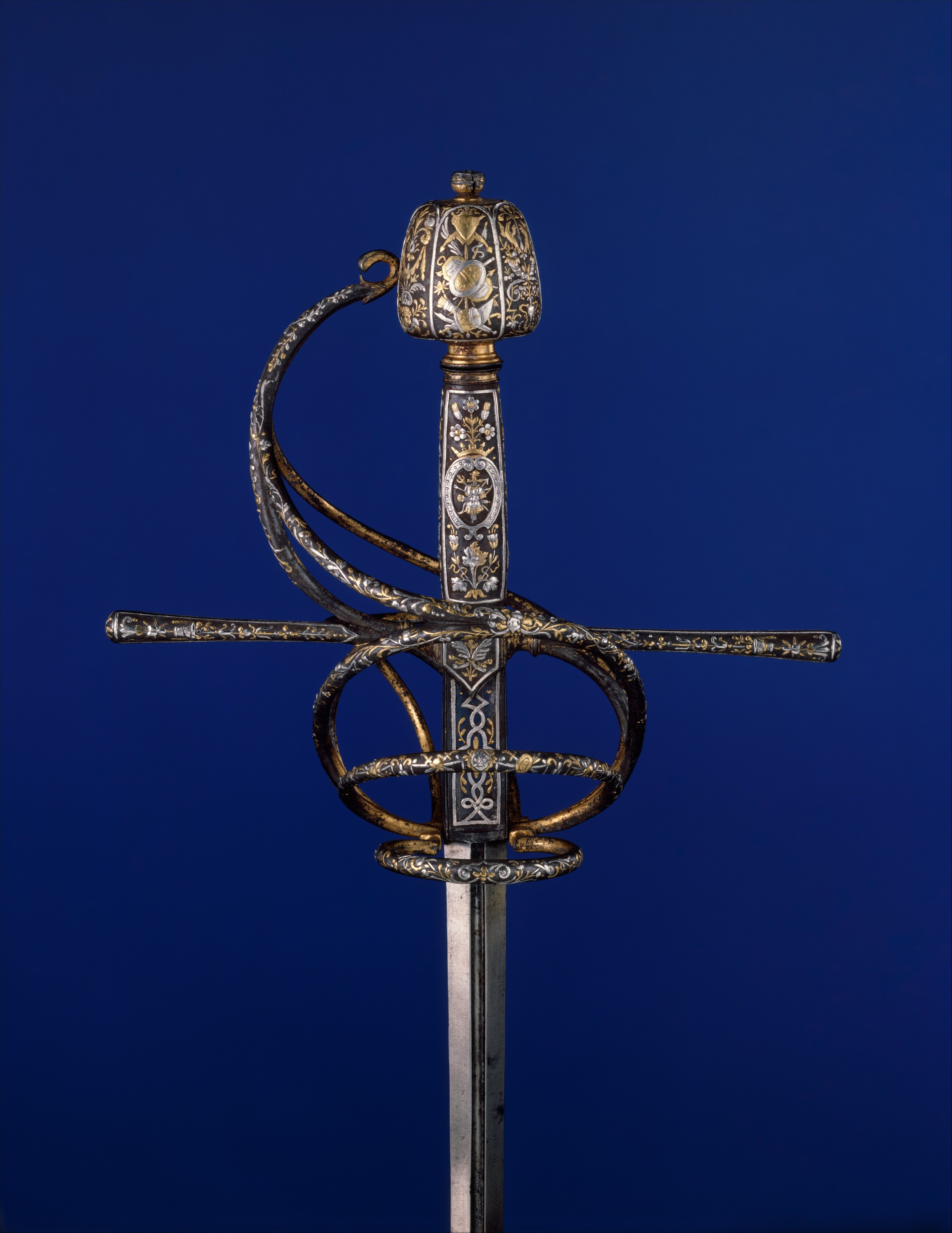
Elsa di spada conservata al Metropolitan Museum of Art di New York.

La spada invece entrò nella collezione Debruge-Duménil acquistata da Napoleone III e adesso è esposta a Parigi presso il Musée de l'armée all'Hôtel des Invalides.
Risalgono a questo periodo un vassoio in argento cesellato per la famiglia Boncompagni per commemorare la riforma del calendario gregoriano di papa Gregorio XIII del 1583.
Nel tesoro della cattedrale di Zagabria e conservato una placca ottagonale di lapislazzoli attribuita a Gaspare Mola.

Inoltre, in generale e non solo a Roma, l'artista realizzò diversi conii per le monete destinate alla circolazione regolare (come ad esempio delle bellissime piastre): per il papato di Urbano VIII Barberini, per il granducato di Toscana sotto il regno di Cosimo II De Medici (a Firenze) e per i Gonzaga di Mantova.